# Usine d'incinération de Toshima
L'usine d'incinération de Toshima (豊島清掃工場) est une cheminée située à Kami-ikebukuro, faubourg de Toshima à Tokyo au Japon. La construction de la cheminée industrielle de 210 m de haut s'est achevée en 1999.
Elle couvre une superficie de 12 000 mètres carrés et dispose de deux unités d'incinération d'une capacité combinée de 400 tonnes de déchets par jour.
L'usine a été construite avec un grand centre de santé afin d'apaiser les résidents du quartier qui auraient pu s'opposer à sa construction. La piscine du centre est chauffée par la combustion des déchets, tandis que l'électricité est fournie par une turbine à vapeur. La centrale produit 7 800 kW d'électricité, soit suffisamment pour alimenter 20 000 foyers.

## Liste de références
1. ↑  Alyssa Alsante, « MBBM Media v2 », sur protocols.io, 12 novembre 2016 (consulté le 12 janvier 2022)
2. ↑  « 東京二十三区清掃一部事務組合／煙突が一番高い豊島清掃工場 », sur www.union.tokyo23-seisou.lg.jp (consulté le 12 janvier 2022)
3. ↑  (ja) « 豊島清掃工場 »
4. ↑  (en-US) Blaine Harden, « Japan Stanches Stench of Mass Trash Incinerators », Washington Post,‎ 18 novembre 2008 (ISSN 0190-8286, lire en ligne, consulté le 12 janvier 2022)